# XSL
XSL (EXtensible Stylesheet Language) er en slags Style Sheets til XML.
De benyttes til at transformere XML filer, til andre formater.
Den mest kendte brug er at ændre XML til HTML/XHTML, som kan vises i en webbrowser, men XSL kan også benyttes til at konvertere XML filer til CSV eller ændre XML filer fra et schema til et andet.
XSL er delt op i tre dele:
1. XSLT – et sprog til transformering af XML dokumenter
2. XPath – et sprog til navigering i XML dokumenter
3. XSL-FO – et sprog til formatering af XML dokumenter